# Cédric Carrasso
Cédric Carrasso (Avinhão, 30 de dezembro de 1981) é um futebolista da França que joga na posição de goleiro. Atualmente defende o Galatasaray. 

## Carreira
Carrasso começou a carreira no Marseille.
Integrou o elenco da Seleção Francesa de Futebol que disputou a Copa do Mundo FIFA de 2010. É irmão do também goleiro Johann Carrasso que atualmente atua no Reims.